# Æon Flux (film)
Pour les articles homonymes, voir Aeon et Æon Flux.
Pour plus de détails, voir Fiche technique et Distribution.
Æon Flux est un film de science-fiction américain réalisé par Karyn Kusama, sorti en 2005. C'est l'adaptation de la série télévisée d'animation Æon Flux de Peter Chung.

## Synopsis
L'histoire se déroule en 2415. En 2011, un virus mortel a éliminé 99 % de la population de la Terre et, depuis lors, les survivants de l'espèce humaine habitent à Bregna, une cité-État murée dirigée par un congrès de scientifiques. Æon Flux (Charlize Theron) est un assassin, membre d'une organisation rebelle clandestine menée par The Handler : les Monicans. Ceux-ci communiquent par télépathie en utilisant des pilules.
Après une mission pour détruire une station de surveillance, Æon revient chez elle et y retrouve le corps sans vie de sa sœur Una, tuée pour avoir été suspectée d'être une rebelle Monican.
Quand Æon est envoyée pour tuer le chef du gouvernement, Trevor Goodchild (Marton Csokas), elle découvre qu'elle joue inconsciemment un rôle dans un coup d'État secret. Cette découverte l'amène à s'interroger sur l'origine et le destin de chacun dans Bregna, en particulier sur sa relation personnelle avec l'homme qu'elle est chargée d'assassiner. C'est alors qu'elle apprend qu'elle est un clone de Cathryn, la défunte épouse de Goodchild, mais aussi que celui-ci mène des expériences en secret afin de trouver un remède à la stérilité qui affecte la population depuis l'éradication du virus.
En effet, chaque nouveau-né à Bregna est en fait un clone créé avec de l'ADN recyclé ; les morts renaissent donc en conservant des fragments de leur mémoire. Une des expériences de Trevor finit par réussir mais son frère, Oren Goodchild (Jonny Lee Miller), fait cesser ses recherches afin de rester au pouvoir et de vivre éternellement. Cependant, lors d'une confrontation avec Trevor et Æon, Oren laisse entendre que l'humanité elle-même s'est adaptée et que certains individus ont recouvré la capacité d'avoir des bébés.
Æon se voit donc forcée d'agir contre les plans des Monicans, qu'elle parvient finalement à convaincre de ne pas écouter leur chef et de s'allier à elle pour tuer Oren et ses hommes.
Dans la scène finale, lorsqu'Æon se prépare à détruire l'entrepôt-dirigeable où l'ADN utilisé pour le clonage est stocké, elle rencontre le vieil homme chargé de surveiller l'ADN. Il s'agit en fait du docteur qui a préservé son ADN lorsqu'Oren avait commandé sa destruction. Le dirigeable s'écrase et détruit le mur entourant la ville et, pour la première fois depuis des siècles, la population peut enfin gagner le monde extérieur.

## Fiche technique
- Titre original et français : Æon Flux
- Réalisation : Karyn Kusama
- Scénario : Phil Hay et Matt Manfredi, d'après la série télévisée créée par Peter Chung
- Décors : Andrew McAlpine
- Costumes : Beatrix Aruna Pasztor
- Photographie : Stuart Dryburgh
- Montage : Peter Honess et Plummy Tucker
- Musique : Graeme Revell
- Production : David Gale, Gregory Goodman, Gale Anne Hurd, Gary Lucchesi, Martha Griffin, Tom Rosenberg et Van Toffler
- Société de production : MTV Films, Lakeshore Entertainment, Valhalla Motion Pictures et Paramount Pictures
- Budget : 62 millions de dollars
- Pays de production :  États-Unis
- Langue originale : anglais
- Format : couleur - 35 mm - 2,35:1 - son DTS / Dolby Digital / SDDS
- Genre : Action, science-fiction
- Durée : 93 minutes
- Dates de sortie :
Russie : 1er décembre 2005
Canada, États-Unis : 2 décembre 2005
Belgique, France, Suisse romande : 8 février 2006
- Public :
  - États-Unis : PG-13 for sequences of violence and sexual content[1].

## Distribution
- Charlize Theron (VF : Barbara Kelsch ; VQ : Camille Cyr-Desmarais) : Æon Flux
- Marton Csokas (VF : Guillaume Orsat ; VQ : Jacques Lavallée) : Trevor Goodchild
- Jonny Lee Miller (VF : Arnaud Arbessier ; VQ : Philippe Martin) : Oren Goodchild
- Sophie Okonedo (VF : Marjorie Frantz ; VQ : Nathalie Coupal) : Sithandra
- Frances McDormand (VF : Sylvie Genty ; VQ : Christine Séguin) : Handler
- Pete Postlethwaite (VF : René Morard ; VQ : Jean-Marie Moncelet) : Keeper
- Amelia Warner (VF : Karine Foviau ; VQ : Geneviève Désilets) : Una Flux
- Caroline Chikezie (VF : Cathy Diraison ; VQ : Catherine Hamann) : Freya
- Nikolai Kinski (VF : Xavier Béja ; VQ : Nicolas Charbonneaux-Collombet) : Claudius
- Paterson Joseph (VF : Lucien Jean-Baptiste) : Giroux
- Yangzom Brauen : Inari

## Distinctions

### Récompenses
- 2 Golden Trailer Awards 2006 (Golden Fleece, Golden Trailer)

## Box office
Le 9 février 2006, Æon Flux a terminé sa carrière sur le grand écran, rapportant 25 874 337 $ sur le marché intérieur américain et un total de 52 304 001 $ de recette avec la diffusion à l'étranger.

## Production

### Développement
Le scénario a été écrit par Phil Hay et Matt Manfredi (auteurs de Crazy/Beautiful, un film romantique et The Tuxedo un film d'action et de comédie), dirigé par Karyn Kusama (réalisateur de Girlfight). Ce film a été produit par MTV Films production. C'est inhabituel pour MTV Films production parce que c'est un film d'action.

### Casting
L'actrice Michelle Rodríguez a été retenue pour jouer le personnage principal Æon.[réf. souhaitée] C'était peut-être lié à son association précédente avec le directeur Kusama dans Girlfight.[réf. souhaitée] Finalement, c'est la gagnante d'un Oscar, Charlize Theron, qui a interprété le personnage d'Æon Flux.

### Tournage
Karyn Kusama avait à l'origine suggéré le tournage à Brasília (au Brésil) parce que l'architecture de cette ville rappelle celle de la vision de Bregna. L'idée a été rejetée parce que Brasília a manqué de l'infrastructure et de l'expertise technique pour faciliter une production importante du film. Après avoir observé plusieurs villes autour du monde, Berlin (en Allemagne) a été choisie comme endroit pour le tournage. C'était approprié car la série télévisée originale a également comporté une ville divisée. Berlin a plusieurs endroits qui ressemblent au monde organique d'Æon Flux. L'équipe de tournage a pu accéder à plusieurs endroits qui n'avaient jamais été ouverts auparavant. Les endroits en question incluaient l'espace du handler, un amphithéâtre construit en 1790 pour la formation des vétérinaires et les bâtiments de l'ex-gouvernement de la RDA.
Le tournage a débuté le 9 août 2004 à Berlin et Potsdam, en Allemagne.
Le tournage a été suspendu pendant un mois en septembre 2004, Charlize Theron s'étant blessée au cou alors qu'elle jouait une scène physiquement éprouvante. Elle a été hospitalisée sur place pendant cinq jours et il lui a fallu six semaines de physiothérapie pour récupérer. Cette malheureuse expérience a poussé Charlize Theron à faire figurer dans son contrat une clause spécifiant qu'elle était dorénavant exemptée de toute cascade.

## Accueil

### Réception critique
Paramount Pictures a choisi de ne pas permettre aux journalistes de visionner le film, jusqu'à deux heures avant qu'il ne soit lancé. En conséquence, il ne fut pas possible à la presse spécialisée d'émettre une opinion sur l'œuvre avant les éditions du surlendemain. Le procédé déplut profondément, et la grande majorité des critiques fut négative. Le film a gagné 13 100 000 $ le week-end de son lancement.
C'est avec précaution que Peter Chung demeurait optimiste ou évasif sur le film. Le mois suivant, il a critiqué le film dans un entretien. Phil Hay, l'un des scénaristes pour le film, a donné une réponse sur le même site Web. Cependant, la productrice Gale Anne Hurd a décrit une réaction positive de Peter Chung : Phil Hay et Matt Manfredi sont mentionnés dans une entrevue sur dvdfile.com.

## Autour du film
- Il s'agit de l'adaptation d'une série télévisée d'animation du même nom, créée en 1995 par le Sud-Coréen Peter Chung et l'Américain Howard E. Baker et diffusée sur la chaîne musicale MTV. Peter Chung joue un rôle mineur dans le film.
- Charlize Theron s'est entraînée au trampoline avec Terry Bartlett, du Cirque du Soleil.
- Le film considère que le caractère et la mémoire des individus sont fixés dans les gènes, les souvenirs finissant par réapparaître après plusieurs clonages.
- Le film incorpore de nombreux éléments des épisodes de la série télévisée, spécialement de l'épisode A Last Time for Everything, tout comme le roman graphique basé sur la série : Æon Flux: The Herodotus File.

### Jeu vidéo
Le 15 novembre 2005, une adaptation de jeu vidéo du même nom est sortie en Amérique du Nord pour les PlayStation 2 et les consoles du jeu Xbox.

### Sortie DVD
Æon Flux est sorti en DVD le 25 avril 2006. Le 16 juillet 2006, le DVD avait rapporté 31 800 000 $ pour les ventes et la location.